# The King's Face
The King's Face (en hangul, 왕의 얼굴; romanización revisada, Wangui eolgul), también conocida en español como El rostro del rey, es una serie de televisión histórica surcoreana emitida por KBS 2TV desde el 19 de noviembre de 2014 hasta el 5 de febrero de 2015. Narra los hechos de un príncipe en la Dinastía Joseon, en una historia protagonizada por Seo In Guk, Jo Yoon Hee, Lee Sung-jae, Kim Gyu Ri y Shin Sung Rok.

## Argumento
El príncipe Gwanghaegun (Seo In Guk) nacido de una concubina durante la Guerra de Imjin, tiene que soportar un camino tormentoso como intentos de asesinato durante 16 años, tras ser nombrado príncipe heredero como una medida desesperada por parte del Rey Seonjo. La estabilidad del reinado se ve comprometida, debido a que el joven príncipe se mantiene en un constante enfrentamiento con el Rey a causa de Kim Ga Hee (Jo Yoon Hee), una joven fisonomista de quien se enamora.

## Reparto

### Personajes principales
- Seo In Guk (adulto) / Seo Dong Hyeon (niño) como Príncipe Gwanghaegun.[4]
- Lee Sung-jae como Rey Seonjo.
- Kim Kyu Ri como Gwi In Kim.
- Park Joo Hyung como Príncipe Im Hae.
- Lim Ji Eun como Reina Uiin.

### Personajes secundarios
- Jo Yoon-hee como Kim Ga Hee.
- Kim Hyun-sook como Dama Park.
- Min Song Ah como Dama de la Corte Park.
- Oh Eun Ho como Dama de la Corte Oh.
- Ahn Suk Hwan como Lee San Hae.
- Song Min Hyung como Yoo Seung.
- Jo Won Hee como Kim Doo Seo.
- Shin Sung-rok como Kim Do Chi.
- Lee Soon-jae como Baek Kyung.
- Kim Myung Gon como Song Nae Gwan.
- Lee Byung Joon como Kim Gong Ryan.
- Lee Ki Young como Go San.
- Choi Chul Ho como Jung Yeo Rim.
- Yoon Bong Gil como Lim Young Shin.
- Lee Sang In como Jin Young.
- Park Joon-mok como Príncipe Jung-won.
- Kim Bang Won como Kang Jin Yul.
- Yoon Jin Ho como Suh Yong.
- Im Soo Hyun como Song Won.
- Park Jae Min como Bong Doo.
- Choi Kang Won como Oh Gil.
- Kim Hee Jung.
- Joo Jin Mo.

### Otros
- Im Ji Kyu como Heo-gyun.

### Apariciones especiales
- Park Yeong-gyu como un médico real (ep. #4)

## Recepción

### Audiencia
En azul la audiencia más baja y en rojo la más alta, correspondientes a las empresas medidoras TNms y AGB Nielsen.
| Ep. #    | Fecha de emisión        | Share        | Share        | Share       | Share       |
| Ep. #    | Fecha de emisión        | TNmS Ratings | TNmS Ratings | AGB Nielsen | AGB Nielsen |
| Ep. #    | Fecha de emisión        | Nacional     | Seúl         | Nacional    | Seúl        |
| -------- | ----------------------- | ------------ | ------------ | ----------- | ----------- |
| 1        | 19 de noviembre de 2014 | 6.5 %        | 7.2 %        | 7.1 %       | 7.3 %       |
| 2        | 20 de noviembre de 2014 | 5.5 %        | 5.9 %        | 6.1 %       | 5.8 %       |
| 3        | 26 de noviembre de 2014 | 5.0 %        | 6.2 %        | 6.2 %       | 6.1 %       |
| 4        | 27 de noviembre de 2014 | 5.5 %        | 5.9 %        | 6.2 %       | 6.3 %       |
| 5        | 3 de diciembre de 2014  | 6.3 %        | 7.5 %        | 7.2 %       | 7.3 %       |
| 6        | 4 de diciembre de 2014  | 5.8 %        | 6.5 %        | 6.9 %       | 6.4 %       |
| 7        | 10 de diciembre de 2014 | 5.5 %        | 5.8 %        | 6.2 %       | 6.2 %       |
| 8        | 11 de diciembre de 2014 | 5.7 %        | 6.0 %        | 7.7 %       | 7.3 %       |
| 9        | 17 de diciembre de 2014 | 5.8 %        | 6.5 %        | 7.1 %       | 7.5 %       |
| 10       | 18 de diciembre de 2014 | 5.9 %        | 7.0 %        | 6.9 %       | 6.9 %       |
| 11       | 24 de diciembre de 2014 | 5.6 %        | 5.8 %        | 6.5 %       | 6.5 %       |
| 12       | 25 de diciembre de 2014 | 5.8 %        | 6.0 %        | 7.3 %       | 7.1 %       |
| 13       | 1 de enero de 2015      | 5.8 %        | 7.8 %        | 7.8 %       | 8.1 %       |
| 14       | 7 de enero de 2015      | 6.1 %        | 6.6 %        | 7.3 %       | 7.5 %       |
| 15       | 8 de enero de 2015      | 6.5 %        | 7.3 %        | 6.9 %       | 6.8 %       |
| 16       | 14 de enero de 2015     | 6.5 %        | 7.1 %        | 7.0 %       | 7.4 %       |
| 17       | 15 de enero de 2015     | 6.4 %        | 7.3 %        | 6.5 %       | 6.7 %       |
| 18       | 21 de enero de 2015     | 7.1 %        | 8.9 %        | 8.2 %       | 8.8 %       |
| 19       | 22 de enero de 2015     | 6.9 %        | 7.5 %        | 7.8 %       | 8.6 %       |
| 20       | 28 de enero de 2015     | 7.7 %        | 7.9 %        | 7.6 %       | 8.3 %       |
| 21       | 29 de enero de 2015     | 7.2 %        | 8.2 %        | 8.5 %       | 9.2 %       |
| 22       | 4 de febrero de 2015    | 7.3 %        | 8.6 %        | 8.1 %       | 9.1 %       |
| 23       | 5 de febrero de 2015    | 8.3 %        | 9.8 %        | 9.1 %       | 10.0 %      |
| Promedio | Promedio                | 6.3 %        | 7.1 %        | 7.2 %       | 7.4 %       |

### Premios y nominaciones
| Año  | Premio           | Categoría                                                    | Nominado      | Resultado |
| ---- | ---------------- | ------------------------------------------------------------ | ------------- | --------- |
| 2014 | KBS Drama Awards | Premio a la excelencia, actor en un drama de longitud media. | Seo In Guk    | Nominado  |
| 2014 | KBS Drama Awards | Premio a la excelencia, actriz en un drama de longitud media | Jo Yoon Hee   | Nominado  |
| 2014 | KBS Drama Awards | Mejor actor secundario                                       | Shin Sung Rok | Ganador   |
| 2014 | KBS Drama Awards | Mejor nuevo actor                                            | Seo In Guk    | Ganador   |

## Emisión internacional
- Hong Kong: TVB (2015).
- Myanmar: MRTV-4 (2015).
- Tailandia: Channel 3 (2017).
- Taiwán: Star (2015).